# 威廉斯縣 (俄亥俄州)
威廉斯县（英語：Williams County）是美國俄亥俄州西北角的一個縣，西鄰印地安納州，北鄰密歇根州。面積1,096平方公里。根據美國2000年人口普查，共有人口39,188人。縣治布賴恩 (Bryan)。
成立於1820年2月12日，縣名紀念大衛·威廉斯—他是在美國獨立戰爭捕獲間諜約翰·安德烈的三名士兵之一。